# Angolai turákó

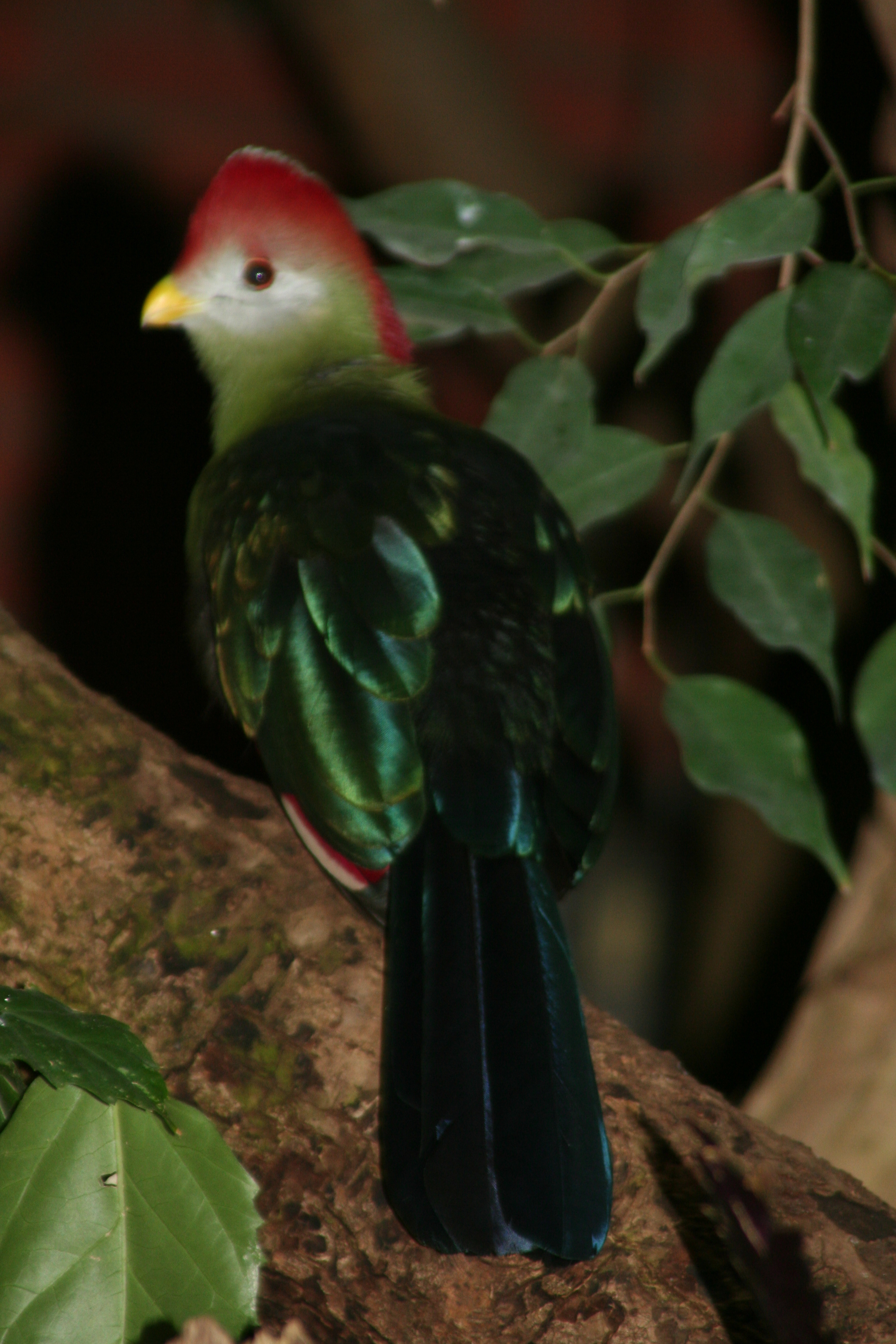

Az angolai turákó (Tauraco erythrolophus) a madarak osztályának turákóalakúak (Musophagiformes) rendjébe, ezen belül a turákófélék (Musophagidae) családjába tartozó faj. Korábbi rendszertan a család többi fajával együtt a kakukkalakúakkal rokonították.

## Előfordulása
Angola nyugati részén honos. Folyó menti erdők, nyílt, fás területek lakója.

## Megjelenése
Átlagos testhossza 40 centiméter. Finom szőrszerű piros tollbóbitája és díszes szemgyűrűje van. Szárnya és széles farka zöldesen fénylő színű.

## Életmódja
Az angolai turákó az erdők lombkoronájában él, a talajra ritkán ereszkedik le. Jó repülő, a lombkoronában a távolabb fekvő fákra gyors szárnycsapásokkal repül át. Többnyire párban, ritkán kisebb családi csoportokban él.
Gyümölcsökkel, bogyókkal, csigákkal és rovarokkal táplálkozik.

## Szaporodása
Fészkét magasan, az őserdők fáinak lombkoronájában építi. Fészekalja két tojásból áll. A tojásokat a szülők mintegy három hét alatt felváltva költik ki. A fiókák négy hét után hagyják el a fészket.

## Természetvédelmi helyzete
Bár jelenleg nem fenyegeti a kipusztulás veszélye, egyes területeken állománya – főként a madárkereskedelem céljából történő befogások miatt - jelentősen megcsappant. Európai állatkertben ezért is vezetik a törzskönyvét.